# 尼斯CP站
尼斯CP站（法語：Gare de Nice-CP），全名为尼斯-普罗旺斯铁路站（法語：Gare des Chemins de Fer de Provence）。尼斯CP站是法国南部的一个地方性火车站，也是法国著名的米轨铁路（Voie Métrique）尼斯－迪涅铁路的起点站。

## 位置
尼斯CP站位于尼斯市区北部，距离尼斯站北侧大约400米。尼斯CP站是一个尽头式车站，列车只能从西侧进出车站。

## 车站历史
尼斯CP站建于1991年，在此之前，尼斯-迪涅铁路的起点站是与之相邻的火车南站（Gare du Sud），后者已于2013年改建成为了一个博物馆。

## 线路
尼斯CP站为尼斯-迪涅铁路的起点站。该铁路建于1911年，是一条单线米轨铁路，尚未电气化。全长151公里，由于沿途主要为阿尔卑斯的南部山区，线路建设标准较低，故而该线路平均旅速不到50Km/h，全程需要大约3个半小时。
值得注意的是，尼斯-迪涅铁路是法国本土仅有的独立于SNCF而运行的铁路线，尼斯CP站仅用于开行前往迪涅方向的列车，因此，尼斯CP站内不出售前往法国其它地区的车票，也不能通过该线路实现联程中转。

## 列车时刻表
以下列车线路在尼斯CP站停靠：
| 尼斯CP站列车线路表         |       |          |                 |               |
| 线路                       | 车种  | 上一站   | 下一站          | 运行频率      |
| 尼斯—迪涅                  | Train | （起点） | 甘贝达/拉玛德莲 | 每天4班往返   |
| 尼斯—安诺                  | Train | （起点） | 甘贝达/拉玛德莲 | 每天1~2班往返 |
| 尼斯—克罗马尔拉芒达/瓦尔坪 | Train | （起点） | 甘贝达          | 公交化运营    |
| 1.                         |       |          |                 |               |

## 大巴车
尼斯CP站对应的大巴车上下车地点位于车站前方。当铁路线施工或罢工时，普罗旺斯铁路公司可能会提供途径该线路沿途站点的大巴车。
事实上，从尼斯前往迪涅莱班，也可乘坐由LER（即TER Provence Côte d'Azur提供的大巴车），后者从尼斯汽车站（Gare Routière）出发，全程大约需要3小时10分钟。

## 市内交通
距离尼斯CP站最近的公交车站为Libération，距离尼斯CP站东北大约150米，步行不超过5分钟。该站停靠的公交线路包括：尼斯有轨电车1号线，尼斯公交19路、23路和63路。

## 前往尼斯站
尼斯CP站距离尼斯站（法語：Gare de Nice-Ville）大约500米，步行不超过10分钟。也可乘坐尼斯有轨电车1号线，在Gare Thiers站下车即可。

## 临近车站
| 尼斯CP站（Gare de Nice） |                        |          |
| 上行车站                 | 线路                   | 下行车站 |
| （起点）                 | 尼斯－迪涅铁路（米轨） | 甘贝达站 |